# Eric Davis
Eric Javier Davis Grajales (Colón, 31 maart 1991) is een Panamees voetballer die als verdediger speelt.
Davis brak in eigen land door bij CD Árabe Unido. Na twee jaar bij CA Fénix in Uruguay keerde Davis in 2013 weer terug naar Panama. In september 2015 maakte Davis de transfer naar Europa, toen hij tekende bij het Slowaakse DAC 1904. Bij de ploeg speelde de verdediger in acht jaar tijd bijna tweehonderd wedstrijden. In de zomer van 2023 verkaste hij naar DC United, spelend in de Major League Soccer. Een half jaar later keerde hij echter al weer terug naar Slowakije, waar hij ditmaal ging spelen bij FC Košice. In augustus 2024 ging Davis aan de slag in Brazilië bij Vila Nova FC. 
Davis debuteerde in 2010 in het Panamees voetbalelftal. Met zijn land nam hij in 2018 deel aan het WK in Rusland en haalde hij in 2023 de finale van de CONCACAF Gold Cup.

## Clubcarrière
Davis begon zijn professionele carrière bij CD Árabe Unido, een club uit zijn geboortedorp Colón. In zijn tijd bij Árabe Unido won Davis twee titels. In december 2009 werd de Apertura II gewonnen, nadat Davis en zijn ploeggenoten in de beslissende wedstrijd te sterk waren voor Tauro. Een half jaar later werd de Clausura ook gewonnen, toen in de finalewedstrijd San Francisco FC verslagen werd. Davis speelde de hele wedstrijd mee. Zijn goede prestaties in eigen land zorgden ervoor dat bondscoach Julio Dely Valdés de 19-jarige verdediger voor het eerst opriep voor het nationale elftal, voor een oefeninterland tegen Venezuela.
Davis maakte in augustus 2011 een transfer naar Uruguay. Hij ging aan de slag bij Centro Atlético Fénix, waar hij samen kwam te spelen met collega-international Cecilio Waterman.  Na twee seizoenen in de Uruguayaanse Primera División keerde hij weer terug naar Panama, waar hij op huurbasis speelde voor zijn oude ploeg CD Árabe Unido en Sporting San Miguelito.
Davis tekende op 11 september 2015 een contract tot medio 2016 (optie + 2 jaar) bij DAC 1904 Dunajská Streda, destijds spelend in de Fortuna Liga. In acht jaar tijd speelde hij bijna 200 wedstrijden voor de ploeg. Verder kwam Davis met DAC uit in de kwalificatierondes van Europese toernooien zoals de Europa League en de Conference League.
Na goed spel op de CONCACAF Gold Cup, waarin Davis en zijn landgenoten tot de finale reikten, tekende de verdediger op 3 augustus 2023 een contract bij DC United in de Major League Soccer. Een dag later mocht hij voor het eerst aantreden, toen zijn nieuw werkgever het opnam tegen Philadelphia Union in de knockout-fase van de Leagues Cup. Davis kwam in de 69e minuut binnen de lijnen als vervanger van Jackson Hopkins.
In februari 2024 keerde Davis terug naar Slowakije en tekende hij bij FC Košice, dat bezig was aan haar eerste seizoen op het hoogste niveau. Hij was de vijfde winteraanwinst van de ploeg, na Cristiano Figueiredo, Zyen Jones, Jeremy Obounet en Nassim Innocenti. Met Davis als vaste waarde wist FC Košice net boven de degradatiestreep te eindigen en handhaving in haar debuutseizoen te bewerkstelligen. 
In augustus 2024 tekende Davis een contract bij de Braziliaanse ploeg Vila Nova, spelend in de Série B.

## Interlandcarrière
Davis vertegenwoordigt Panama op internationaal niveau en maakte zijn debuut in de nationale ploeg op 11 augustus 2010 in een 3-1 overwinning op Venezuela. Davis scoorde zijn eerste doelpunt in het nationale team op 22 juni 2019 in een 4-2 overwinning op Guyana tijdens de Gold Cup 2019. De linksback was ruim een decennia lang een vitaal onderdeel van de verdediging van Panama en nam deel aan de Gold Cup (2011, 2015, 2017, 2019, 2021 en 2023), de CONCACAF Nations League en de Copa Centroamericana (2011, 2014, 2017). Davis had een bijdrage aan Panama's tweede plaats op de Gold Cup 2023 met drie assists in vijf wedstrijden.
Davis maakte eveneens deel uit van de Panamese selectie, die in 2018 onder leiding van de Colombiaanse bondscoach Hernán Darío Gómez debuteerde bij een WK-eindronde. De ploeg uit Midden-Amerika, als derde geëindigde in de CONCACAF-kwalificatiezone, was in Rusland ingedeeld in groep G en verloor achtereenvolgens van België (0-3), Engeland (1-6) en Tunesië (1-2). Davis kwam in twee van de drie groepswedstrijden in actie voor zijn vaderland.